# Jiří Fischer
Jiří Fischer (* 31. Juli 1980 in Hořovice, Tschechoslowakei) ist ein ehemaliger tschechischer Eishockeyspieler und derzeitiger -funktionär, der im Verlauf seiner aktiven Karriere zwischen 1995 und 2006 unter anderem 343 Spiele für die Detroit Red Wings in der National Hockey League auf der Position des Verteidigers bestritten hat. Fischer, der seine Karriere aufgrund gesundheitlicher Probleme vorzeitig beenden musste, verbrachte insgesamt sechs Jahre in Detroit und gewann mit ihnen im Jahr 2002 den Stanley Cup. Zudem siegte er mit der tschechischen Nationalmannschaft bei der Weltmeisterschaft 2005. Seit dem Jahr 2007 ist Fischer in verschiedenen Funktionärspositionen bei seinem Ex-Klub Detroit Red Wings in der NHL tätig.

## Karriere
Jiří Fischer begann seine Karriere 1995 beim HC Kladno in der tschechischen Nachwuchsliga, wo er zwei Jahre lang spielte. 1997 wechselte er in die kanadische Juniorenliga Ligue de hockey junior majeur du Québec zu den Olympiques de Hull, die ihn beim CHL Import Draft des Jahres in der ersten Runde als insgesamt 13. Spieler gezogen hatten. Er hatte eine solide erste Saison in Nordamerika mit drei Toren und 19 Assists und erreichte mit den Olympiques die zweite Runde der Playoffs.
Die Detroit Red Wings wählten ihn nach dem Ende der Saison im NHL Entry Draft 1998 in der ersten Runde an Position 25 aus, Fischer blieb aber vorerst in der LHJMQ. In der Saison 1998/99 entwickelte er sich zum Führungsspieler und besten Verteidiger seiner Mannschaft. In 65 Spielen traf er 22 Mal und bereitete weitere 56 Tore vor. Zudem hatte er in den Playoffs mit sechs Toren und 17 Assists großen Anteil am Erreichen der Finalserie gegen die Titan d’Acadie-Bathurst, die jedoch als Sieger hervorgingen. Fischer wurde am Ende der Saison mit der Trophée Émile Bouchard als bester Verteidiger der Liga ausgezeichnet sowie ins First All-Star Team der LHJMQ und ins Second All-Star Team der Canadian Hockey League gewählt.
Fischer wechselte daraufhin im Sommer 1999 zu den Profis, wo er eine deutlich defensiver ausgerichtete Rolle einnahm und aufgrund seiner Körpergröße von 1,96 m durch sein körperliches Spiel auffiel. Die ersten zwei Jahre spielte er hauptsächlich bei den Red Wings in der National Hockey League, kam aber auch bei deren Farmteam, den Cincinnati Mighty Ducks, in der AHL zum Einsatz. In der Saison 2001/02 hatte er sich schließlich einen festen Platz im NHL-Kader von Detroit gesichert und gewann mit der Mannschaft den Stanley Cup. In der folgenden Spielzeit kam er jedoch nur zu 15 Einsätzen, da er aufgrund einer schweren Knieverletzung fast die komplette Saison pausieren musste. Zur Saison 2003/04 kehrte er aber wieder zurück und erreichte mit vier Toren und 15 Assists das beste persönliche Ergebnis seiner Karriere.
Da die NHL-Saison 2004/05 wegen des Lockouts ausfiel, ging er zurück in seine Heimat und spielte in der tschechischen Extraliga für Bílí Tygři Liberec.
Zur Saison 2005/06 kehrte Fischer wieder zu den Detroit Red Wings zurück und konnte in den ersten 21 Saisonspielen achtmal punkten. Am 21. November 2005 im Heimspiel der Red Wings gegen die Nashville Predators brach Jiří Fischer am Ende des ersten Drittels mit einem Herzstillstand auf der Bank zusammen. Er musste von Teamarzt Tony Colucci per Defibrillator wiederbelebt werden, woraufhin er ins Detroit Receiving Hospital eingeliefert wurde, wo sich sein Zustand stabilisierte und er nach zwei Tagen entlassen wurde. Nur wenige Tage später, am 28. November, wurde Fischer erneut ins Krankenhaus eingewiesen, nachdem ein unnormaler Herzrhythmus auftrat.
In der Folge musste Fischer sich weiteren Untersuchungen unterziehen, trainierte aber weiterhin mit Blick auf eine mögliche Rückkehr aufs Eis, doch konnte er aufgrund seiner gesundheitlichen Probleme den Eishockeysport schlussendlich nicht mehr aufnehmen. In der Zeit blieb er weiterhin ein Mitglied der Organisation der Detroit Red Wings und wurde im Sommer 2007 zum Director of Player Development ernannt. Auf diesem Posten kümmert er sich vor allem die Entwicklung der jungen Spieler. Nachdem er als Spieler im Jahr 2002 bereits mit Detroit den Stanley Cup gewinnen konnte, erhielt Fischer als Funktionär des Franchise nach dem Stanley-Cup-Gewinn 2008 seinen zweiten Stanley-Cup-Ring. Neben seiner Tätigkeit für die Red Wings war zeitweise auch in offizieller Funktion für die tschechische Nationalmannschaft tätig.

### International
Im Juniorenbereich spielte Fischer mit dem tschechischen Nachwuchs bei der U18-Europameisterschaft 1997.
Zu seinem ersten Turniereinsatz für die tschechische Nationalmannschaft beim World Cup of Hockey 2004. Im Frühjahr 2005 nahm er zudem an der Weltmeisterschaft teil und gewann die Goldmedaille.

## Erfolge und Auszeichnungen
| - 1999 Trophée Émile Bouchard - 1999 LHJMQ First All-Star Team - 1999 CHL Second All-Star Team | - 2002 Stanley-Cup-Gewinn mit den Detroit Red Wings - 2008 Stanley-Cup-Gewinn mit den Detroit Red Wings (als Director of Player Development) |

### International
- 2005 Goldmedaille bei der Weltmeisterschaft

## Karrierestatistik

### International
Vertrat Tschechien bei:
- U18-Junioren-Europameisterschaft 1997
- World Cup of Hockey 2004
- Weltmeisterschaft 2005

(Legende zur Spielerstatistik: Sp oder GP = absolvierte Spiele; T oder G = erzielte Tore; V oder A = erzielte Assists; Pkt oder Pts = erzielte Scorerpunkte; SM oder PIM = erhaltene Strafminuten; +/− = Plus/Minus-Bilanz; PP = erzielte Überzahltore; SH = erzielte Unterzahltore; GW = erzielte Siegtore; 1 Play-downs/Relegation; Kursiv: Statistik nicht vollständig)